# Xanthosoma
Genre
Classification phylogénétique
Xanthosoma est un genre de plantes moncotylédones de la famille des Araceae originaire des Antilles. Certaines espèces de ce genre sont cultivées pour leur tubercules qui se consomment sous divers noms, tels que « malanga » ou « chou caraïbe », dans de nombreuses régions tropicales, dont les Antilles françaises. Les feuilles sont également consommées sous le nom d’« herbage ».

## Liste d'espèces
- Xanthosoma atrovirens K. Koch & Bouché - Malanga gratté
- Xanthosoma brasiliense (Desf.) Engl.
- Xanthosoma caracu K. Koch & Bouché
- Xanthosoma helleborifolium (Jacq.) Schott
- Xanthosoma hoffmannii Schott
- Xanthosoma robustum Schott
- Xanthosoma roseum Schott
- Xanthosoma sagittifolium (L.) Schott - Malanga noir
- Xanthosoma undipes (K. Koch) K. Koch
- Xanthosoma violaceum Schott

## Production
| Production en tonnes. Chiffres 2004-2005 Données de FAOSTAT (FAO) Base de données de la FAO, accès du 14 novembre 2006 |            |       |            |       |
| Cuba | 244 000,00 | 52 %  | 200 000,00 | 47 %  |
| République dominicaine                                                                                                 | 69 305,00  | 15 %  | 70 000,00  | 17 %  |
| Salvador | 52 000,00  | 11 %  | 52 000,00  | 12 %  |
| Venezuela | 50 000,00  | 11 %  | 50 000,00  | 12 %  |
| Pérou | 35 219,00  | 8 %   | 33 636,00  | 8 %   |
| Panama | 7 000,00   | 2 %   | 8 000,00   | 2 %   |
| Dominique | 4 550,00   | 1 %   | 4 550,00   | 1 %   |
| Trinité-et-Tobago | 1 600,00   | 0 %   | 1 650,00   | 0 %   |
| Belize | 1 500,00   | 0 %   | 1 500,00   | 0 %   |
| Mexique | 450,00     | 0 %   | 450,00     | 0 %   |
| Sainte-Lucie | 180,00     | 0 %   | 180,00     | 0 %   |
| Total | 465 804,00 | 100 % | 421 966,00 | 100 % |